# George Washington Riggs
Pour les articles homonymes, voir Riggs.
George Washington Riggs est né le 4 juillet 1813 et est mort le 24 août 1881. George Washington Riggs était un homme d'affaires et banquier américain. Il était connu sous le nom de « The President's Banker ».

## Biographie

### Vie familiale et travail
George Washington Riggs est né à Georgetown (Washington). Il est le fils de Elisha Riggs et Alice Lawrason. Son grand-père était John Riggs, qui a été mentionné dans un testament dans le comté Anne Arundel dans le Maryland. George a grandi à Baltimore, où son père a créé la société Riggs & Peabody en partenariat avec George Peabody. George Washington est allé à l'école de Round Hill à Northampton (Massachusetts), et est entré à l'université Yale en 1829.
George Washington a voyagé à l'étranger et de retour en Amérique, il a travaillé pour son père dans l'entreprise, Taylor & Company à New York.
Le 23 juin 1840, il s'est marié à Janet Madeleine Cecilia Shedden, la fille de Thomas Shedden de Glasgow, en Écosse et ils ont eu neuf enfants, dont un, T. Lawrason Riggs, deviendra prêtre catholique. La même année, William W. Corcoran et lui ont fait un partenariat dans l'entreprise bancaire de Corcoran & Riggs à Washington. George Washington Riggs a réussi à obtenir une part importante des crédits requis par le gouvernement fédéral et a acquis une réputation dans le financement de la guerre américano-mexicaine, et fait de gros bénéfices. Lorsque Corcoran a pris sa retraite en 1854, Riggs a acheté ses intérêts prend le nom de Riggs & Company (depuis 1896, nommé Riggs Bank), il a dirigé l'entreprise jusqu'à sa mort.
En 1873, il a été président d'un comité au Congrès afin de présenter une pétition demandant une enquête sur la conduite de la commission des travaux publics et a permis d'obtenir un rapport de comité favorable à l'abolition de la forme territoriale existante du gouvernement. Il a été conseiller de la Corcoran Gallery of Art et du Fonds pour l'éducation Peabody. Il a été pendant de nombreuses années le trésorier de la Mount Vernon Ladies 'Association. En 1864, il a avancé l'argent pour maintenir la Mount Vernon Ladies 'Association jusqu'au retour de la paix permettant à la société de lever des fonds à nouveau.

### Décès
George Washington Riggs est mort à son domicile de Green Hill, dans le Maryland. Bien que protestant en début de vie, il a reçu les derniers sacrements de l'Église catholique romaine. Il est enterré au cimetière de Rock Creek.

## Sources